# Askepletvinge
Askepletvinge (Euphydryas maturna) er en sommerfugl i takvingefamilien. Den er udbredt i Europa meget lokalt, men er dog hyppigere i den østlige del, fx Ungarn, og videre ind i Asien til Altaj. I de få vesteuropæiske lande som har små bestande er den alle steder truet og derfor også ofte fredet. Sommerfuglen ses i fugtige lysninger med ask eller kvalkved.

## Forekomst i Norden
Arten kan i dag ikke ses i Danmark. Det sidste fund var i 1890 på Lolland. Bestanden i Skåne er også uddød, og den kan derfor kun ses i på enkelte lokaliteter i Midtsverige. Det eneste sted hvor sommerfuglen fortsat er hyppig er i det sydøstlige Finland. Den er ikke kendt fra Norge.

## Udseende
Askepletvinge er en af de større pletvinger. Dens overside har lyse pletter i det indre mellemfelt og murstensrøde pletter i rod- og sømfeltet (Se eventuelt billedet for at se hvor disse områder er på sommerfuglen).

## Livscyklus
Æggene lægges i hobe på 150-200 stk. De klækker efter 3 uger. Larverne lever i et spind på fx et askeblad. Larver og spind falder til jorden om efteråret, hvor den første af to overvintringer finder sted. Næste år bevæger larverne sig op i trækronerne ved løvspring og lever af de nyudsprungne blade. Først på sommeren er larven udvokset og oversomrer og overvintrer for anden gang. Om foråret forpupper larven sig og den voksne sommerfugl klækker efter 2-4 uger. Denne flerårige livscyklus er iagttaget i Mellemsverige. Sydligere i Europa er dyret etårigt og lever på andre værtsplanter om foråret.

## Foderplanter
Ask og kvalkved.